# Reino del Ponto Polemoniaco
El reino del Ponto Polemoniaco fue un reino de breve existencia localizado en la región del mar Negro, y que era el territorio nororiental del reino del Ponto.
Se extendía desde el río Termodonte hasta la Cólquida y permaneció independiente después de la conquista de la región por Julio César en 47 a. C.
Esta región formó un pequeño reino que tuvo como primer rey a Polemón I.  A su muerte, en el año 8 a. C., su viuda Pitodoris se convirtió en reina. Su hijo Polemón II la sucedió en el trono. 
Polemón II cedió su reino a Nerón en el año 64 y se convirtió en provincia romana, bajo la misma denominación de Ponto Polemoniaco. En el siglo IV, esta región formaba parte de la diócesis del Ponto.